# Władimir Łobanow
Władimir Władimirowicz Łobanow (ros. Владимир Владимирович Лобанов; ur. 26 grudnia 1953 w Moskwie, zm. 29 sierpnia 2007 tamże) – rosyjski łyżwiarz szybki reprezentujący ZSRR, brązowy medalista olimpijski.

## Kariera
Największy sukces w karierze Władimir Łobanow osiągnął w 1980 roku, kiedy podczas igrzysk olimpijskich w Lake Placid zdobył brązowy medal w biegu na 1000 m. W zawodach tych wyprzedzili go jedynie Eric Heiden z USA oraz Kanadyjczyk Gaétan Boucher. Na tych samych igrzyskach był też ósmy na dystansie 1500 m. Nigdy nie zdobył medalu na mistrzostwach świata. najbliżej podium był w 1978 roku, kiedy był piąty na mistrzostwach świata w wieloboju w Göteborgu oraz w 1981 roku, kiedy zajął piąte miejsce podczas mistrzostw świata w wieloboju sprinterskim w Grenoble. Na mistrzostwach ZSRR zdobywał złote medale w wieloboju w 1979 roku, wieloboju sprinterskim w latach 1978 i 1981, na dystansie 1000 m w latach 1977-1978 i 1980-1981 oraz na 1500 m w latach 1976, 1978 i 1979.